# Anisomycopsis
Anisomycopsis — монотиповий рід грибів. Назва вперше опублікована 1964 року.

## Класифікація
До роду Anisomycopsis відносять 1 вид:
- Anisomycopsis rosae

## Поширення та середовище існування
Знайдений на гнилих стеблах Rosa polyantha в Японії.